# Equasens
Equasens (anciennement Pharmagest Interactive) est une entreprise spécialisée dans le développement et la commercialisation de solutions informatiques pour les professionnels de santé et leurs patients. Elle est cotée à la Bourse de Paris, où elle fait partie du CAC Small.

## Histoire
La société Pharmagest est créée en 1996 par la fusion des sociétés Rousseau et CPI.
Elle est introduite en Bourse en 2000.
En 2016, le Groupe Pharmagest, aux côtés de sa filiale Kapelse, fait l'acquisition de 80 % de la société Noviatek, qui devient filiale du Groupe.
En 2021, Pharmagest acquiert l'éditeur français Prokov Editions, troisième acteur du marché de l’édition de logiciels médecin en France, éditeur de MédiStory sur Mac et iOS.
En mars 2022, le groupe Pharmagest change de nom et devient Equasens. Selon la direction, cette modification est motivée par « son positionnement autour de sa stratégie « Patient Centré » initiée depuis plus de 10 ans ».

## Activités
La vente de progiciels pour les pharmacies représente 75 % du chiffre d'affaires. Le reste se répartit entre les progiciels pour les hôpitaux ou maisons de retraite (12 %) et les progiciels pour communication digitale et la télémedecine (11 %).
En octobre 2024, Equasens lance un outil de reconnaissance vocale ambiente, couplée à un résumé structuré intégré dans le dossier patient informatisé de Médistory4 nommé Loquii, utilisant une IA française, concurrent de NablaCopilot utilisant GPT,et de Doctolib se positionnant aussi avec un assistant de consultation, et de DalviaSanté de La Poste.
Les ventes se font essentiellement en France (90 %), le reste étant réparti entre l'Italie (5 %) et le Bénélux.

## Actionnaires
| MARQUE VERTE SANTE (filiale de la Coopérative WELCOOP) | 60,51% |
| Part du public                                         | 32,24% |
| La Coopérative WELCOOP                                 | 6,12 % |
| Auto détention                                         | 1,16 % |

Mise à jour 26 novembre 2020.

## Sources
1. ↑  « Equasens », sur Zone Bourse
2. ↑  « Pharmagest Interactive : ACQUISITION NOVIATEK », sur Zone Bourse, 23 août 2016
3. ↑  « Pharmagest rachète Prokov Edition, numéro 3 français des logiciels médicaux », sur Investir (consulté le 8 juin 2022)
4. ↑  « MédiStory 4, application du cabinet médical pour iPad et Mac », sur www.medistory.com (consulté le 22 juin 2022)
5. ↑  « Le Groupe Pharmagest change de nom et devient le Groupe EQUASENS », sur DSIH, 29 mars 2022
6. ↑  « Equasens lance Loquii, une IA vocale au service des professionnels de santé - La Semaine », sur https://www.lasemaine.fr/, 16 octobre 2024 (consulté le 16 octobre 2024)
7. ↑  (en-US) Ingrid Lunden, « Nabla, a digital health startup, launches Copilot, using GPT-3 to turn patient conversations into action », sur TechCrunch, 14 mars 2023 (consulté le 16 octobre 2024)
8. ↑  Margaux Vulliet, « Doctolib, Dalvia Santé, Nabla… l’IA se déploie dans la santé et touche le point sensible des données », sur Challenges, 15 octobre 2024 (consulté le 16 octobre 2024)
9. ↑  Célia Séramour, « IA générative : Doctolib équipe les professionnels de santé d'un assistant de consultation », L'Usine digitale,‎ 16 octobre 2024 (lire en ligne, consulté le 16 octobre 2024)
10. ↑  Célia Séramour, « Avec sa solution Dalvia Santé, Docaposte met l'IA au service des professionnels de santé », L'Usine digitale,‎ 24 mai 2024 (lire en ligne, consulté le 16 octobre 2024)
11. ↑  https://equasens.com/investisseurs/laction-de-equasens/